# St. Mariae Rosenkranz (Styrum)

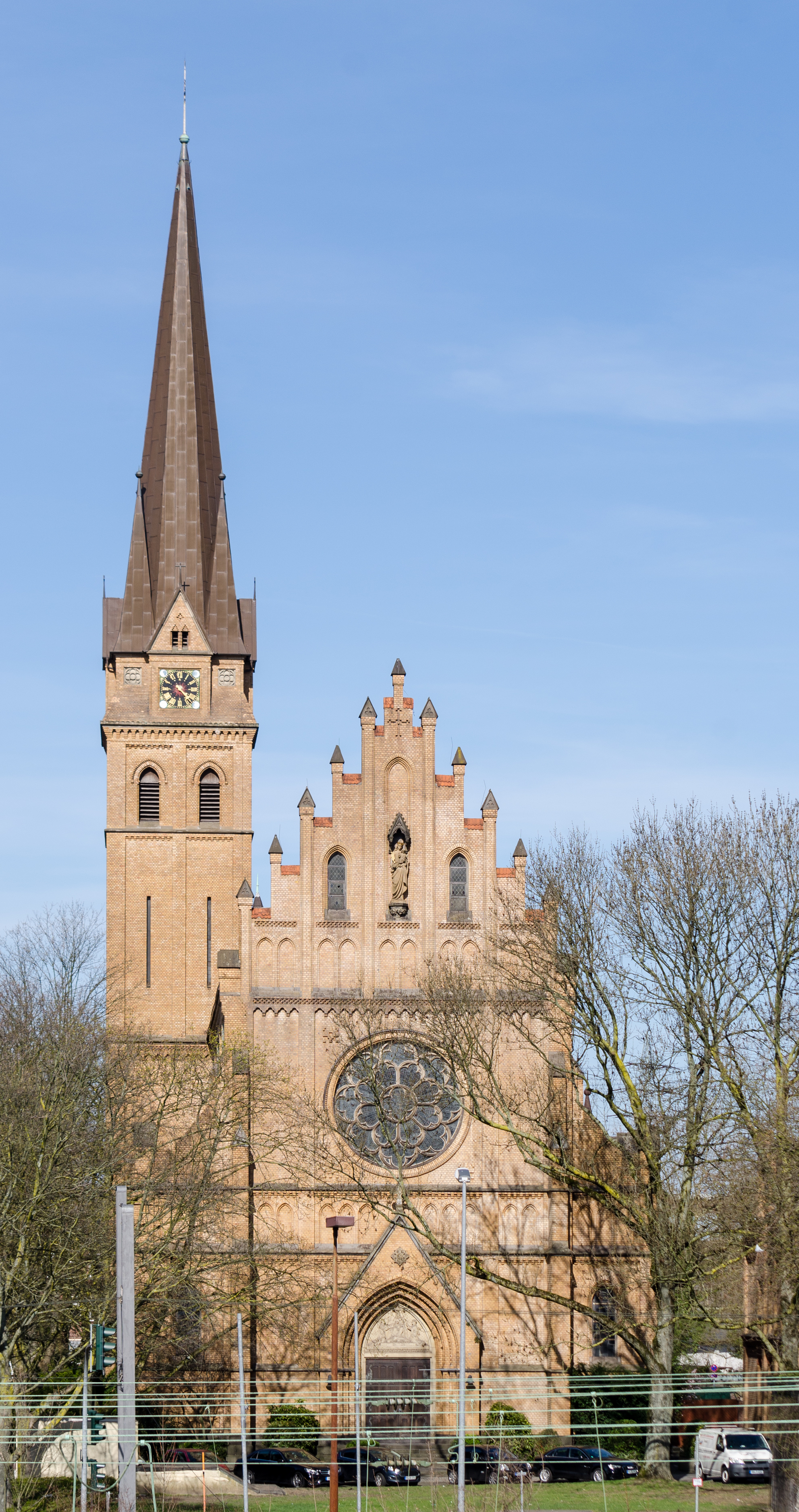
St. Mariae Rosenkranz

Die römisch-katholische Pfarrkirche St. Mariae Rosenkranz, erbaut 1892-1894, ist ein seit 1988 denkmalgeschütztes Kirchengebäude in Styrum, einem Ortsteil von Mülheim an der Ruhr (Nordrhein-Westfalen).

## Geschichte und Architektur
Mit der Errichtung des Stahl- und Walzwerks in Mülheim durch August Thyssen verzehnfachte sich zwischen 1810 und 1870 die Einwohnerzahl in Styrum von 500 auf fast 5.000. Im damaligen Ober-Styrum begann die Seelsorgearbeit um 1885, es wurden zunächst eine Notkirche und eine eigene Ziegelei gebaut. Eine Stiftung der Industrie ermöglichte den Bau einer Kirche nach den Plänen von Caspar Clemens Pickel. Den Vorentwurf fertigte der Wiener Dombaumeister Friedrich Freiherr von Schmidt an. Die Bauleitung hatte der Architekt Franz Boegershausen.
Das neugotische Gebäude mit basilikalem Querschnitt ist nicht vertikalisierend, sondern durch starke Horizontalen gebunden. Die zu der Zeit üblichen Strebepfeiler sind nicht sichtbar, sondern eingezogen, so zeigen sich die einzelnen Zonen ohne störende Gliederungen. An der Westseite rahmen die beiden Bänder der Blendarkaden eine zentrale Fensterrose. Die Westseite trägt einen Treppengiebel, der an Rathausfronten der norddeutschen Backsteingotik erinnert. Der Turm, streng und scharfkantig, fast noch klassizistisch, flankiert das Chorhaus an der Nordwand. Im Innenraum sind die sehr schmalen Seitenschiffe auffallend. Der Wandaufbau mit Arkaden, Triforienzone und belichtetem Obergaden ist dreiteilig. Die ursprünglich gotisierende Ausmalung wurde 1930 zeitgemäß und bildhaft überdeckt. Nachdem das Gebäude im Zweiten Weltkrieg beschädigt wurde, fielen die Bemalungen bei Renovierungen von 1946 bis 1970 ganz weg. Von der ehemaligen Ausstattung vor dem Krieg sind der Flügelaltar und die Kanzel erhalten.

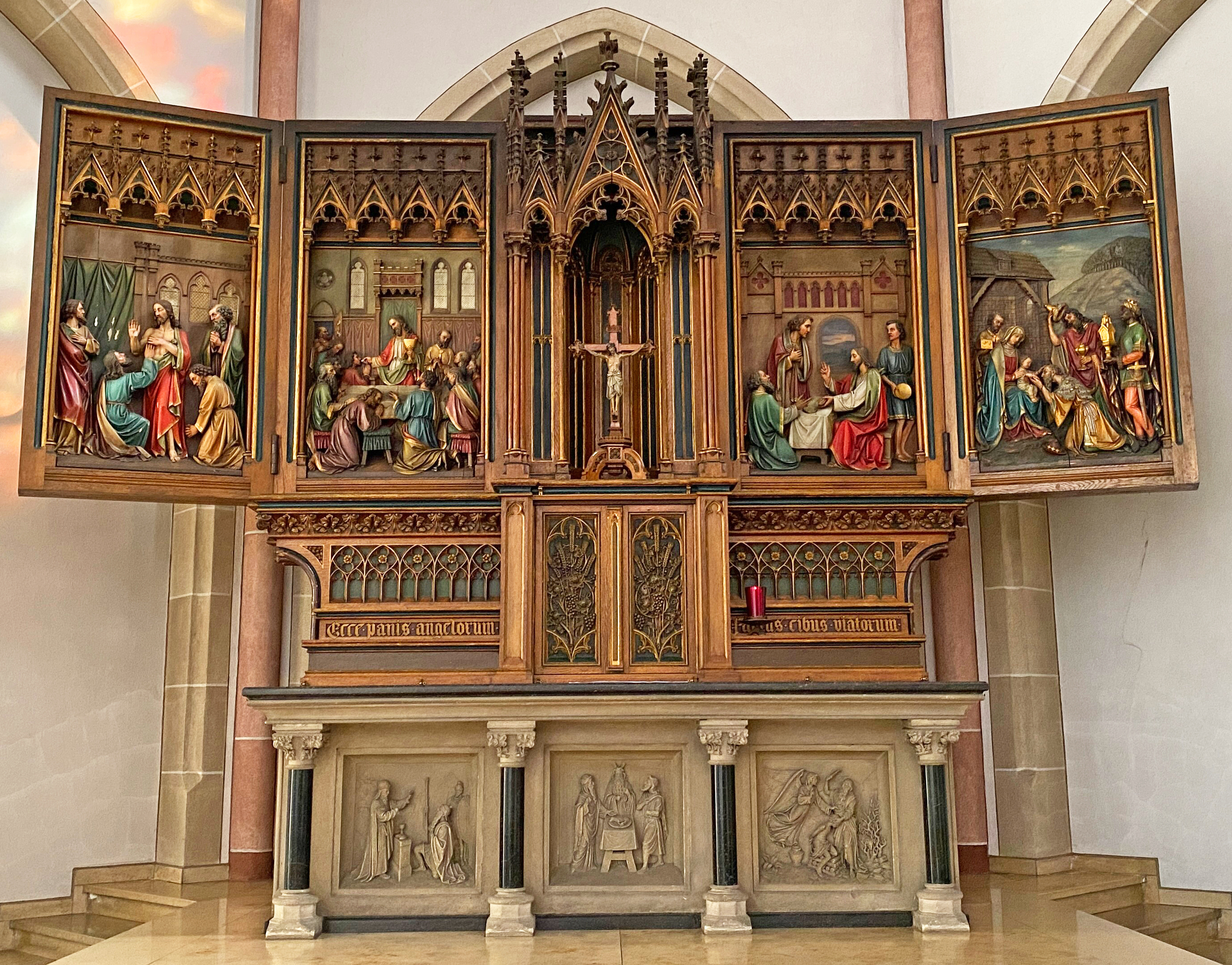
Flügelaltar

## Orgel
Die Orgel wurde am 18. Januar 1900 bei der Aachener Orgelbauanstalt Georg Stahlhuth bestellt. Das romantisch disponierte Instrument im neugotischen Prospekt wurde im Rahmen einer Renovierung im Jahr 1969 durch die Erbauerfirma von 23 auf 25 Register erweitert, 1989 erfolgte eine weitere Instandsetzung.
| I Hauptwerk C–f3 |              |       |
| 10.              | Bordun       | 16′   |
| 11.              | Prinzipal    | 8′    |
| 12.              | Gamba        | 8′    |
| 13.              | Gedeckt      | 8′    |
| 14.              | Oktave       | 4′    |
| 15.              | Flöte        | 4′    |
| 16.              | Prinzipal    | 2′    |
| 17.              | Sesquialtera | 2 ⁄3′ |
| 18.              | Mixtur 4-5f. | 1 ⁄3′ |
| 19.              | Trompete     | 8′    |
| 20.              | Koppel       | II-I  |

| II Schwellwerk C–f3 |                 |    |
| 21.                 | Geigenprinzipal | 8′ |
| 22.                 | Schwebung       | 8′ |
| 23.                 | Rohrflöte       | 8′ |
| 24.                 | Oktave          | 4′ |
| 25.                 | Konzertflöte    | 4′ |
| 26.                 | Gemshorn        | 2′ |
| 27.                 | Scharff 4f.     | 1′ |
| 28.                 | Rohrschalmey    | 8′ |

| Pedal C–f1 |            |      |
| 1.         | Violon     | 16′  |
| 2.         | Subbaß     | 16′  |
| 3.         | Oktavbaß   | 8′   |
| 4.         | Gedecktbaß | 8′   |
| 5.         | Choralbaß  | 4′   |
| 6.         | Trompete   | 8′   |
| 7.         | Posaune    | 16′  |
| 8.         | Koppel     | I/P  |
| 9.         | Koppel     | II/P |

- elektro-pneumatische Traktur
- 2 Freie Kombinationen und Tutti

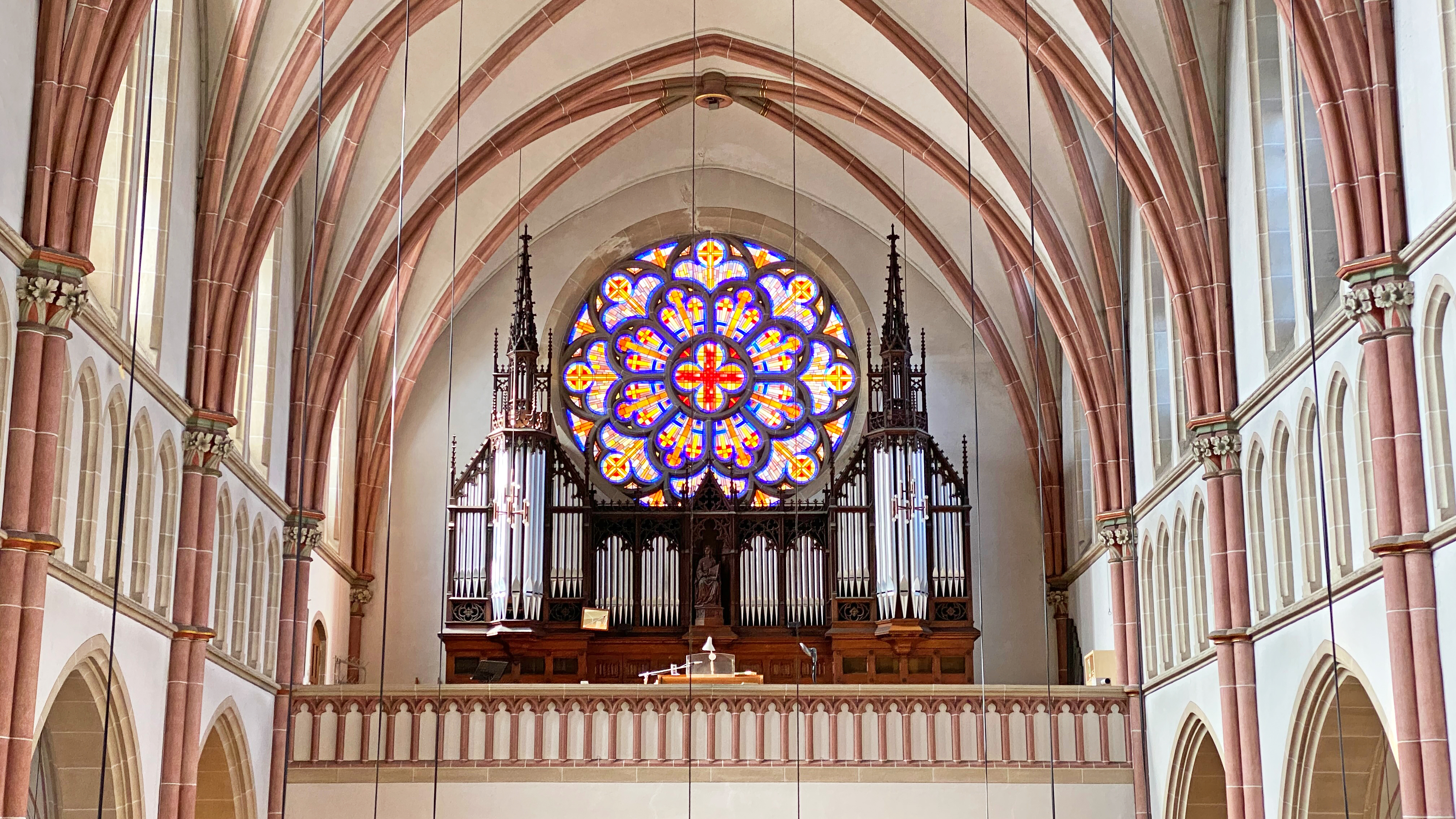
Stahlhuth-Orgel

- Kombinationen und Fußtritt für Pedal 2
- Einzelabsteller für die Zungenstimmen und Sesquialtera
- ein Tremulant gleichzeitig für beide Manuale